# Al-Ahly Sports Cultural & Social Club
O Al-Ahly Sports Cultural & Social Club é um clube de futebol situado em Bengasi, Líbia.

## Títulos
- Campeonato Líbio de Futebol: 1969/70, 1971/72, 1974/75, 1991/92
- Copa da Líbia: 1984, 1996